# Power Tower (Linz)
Der Power Tower ist eines der weltweit ersten Bürohochhäuser mit Passivhauscharakter.
In dem Bau ist die neue Konzernzentrale der Energie AG Oberösterreich in der oberösterreichischen Landeshauptstadt Linz untergebracht.
Der Power Tower hat Passivhauscharakter, das heißt, er kommt ohne Anschluss an das Fernwärmenetz aus und benötigt keine fossilen Energieträger wie Erdgas, Heizöl oder Ähnliches. Sein Ausstoß an CO2 ist im Vergleich zu anderen Hochhäusern um rund 300 Tonnen pro Jahr geringer. Die Energieversorgung des 74 Meter hohen Büroturms im Linzer Bahnhofsviertel wird durch ein komplexes System gewährleistet, in dem traditionelle Technologien auf neue Weise angewendet werden.
Aufgrund seiner klimatechnisch hocheffizienten Bauweise und seiner großen Energieeffizienz war der Turm seit seiner Eröffnung im September 2008 in den österreichischen und europäischen Medien sehr präsent und stößt auch bei internationalen Bauherren auf großes Interesse.

## Geschichte

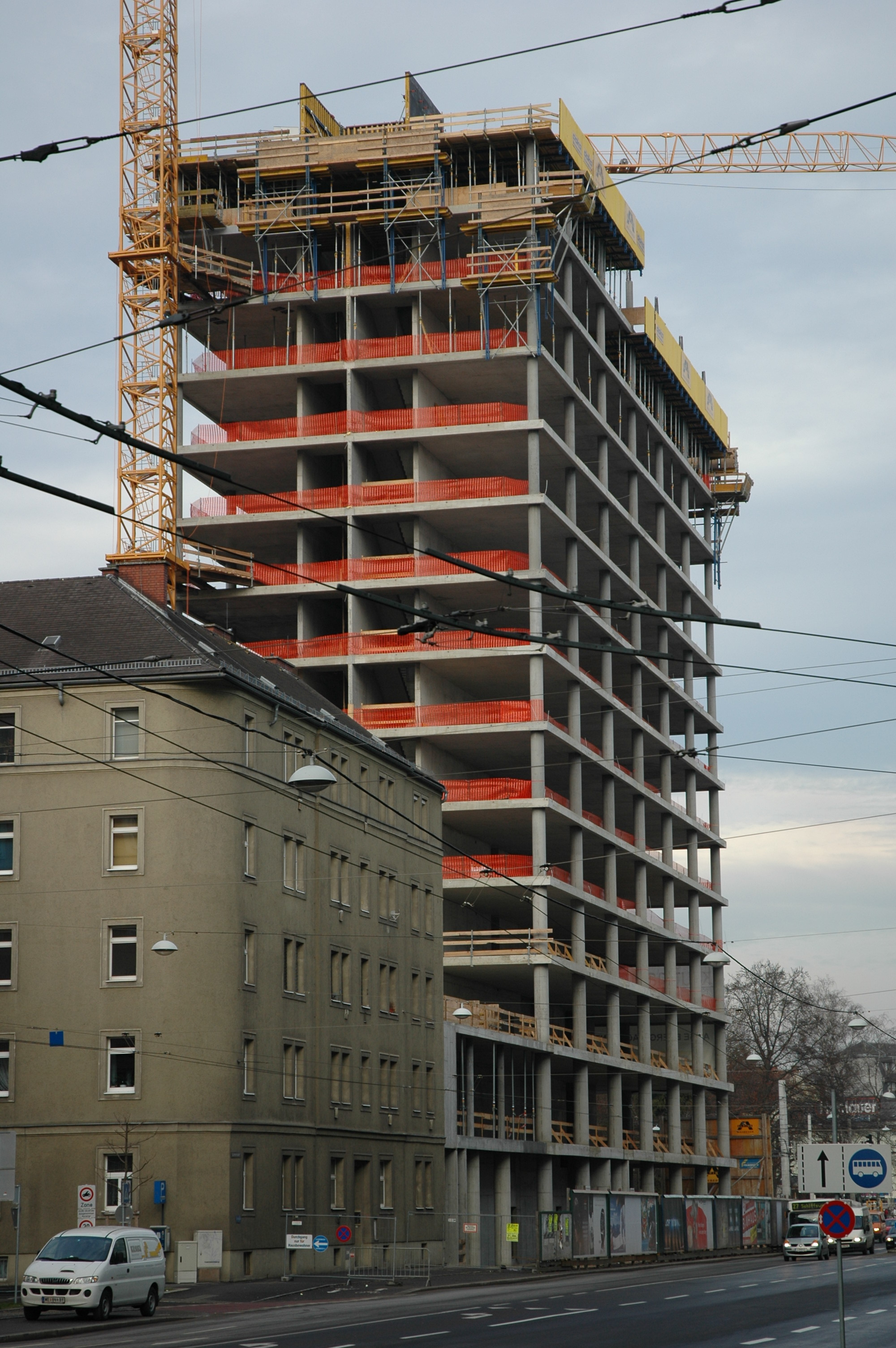
Die Baustelle im Jänner 2007

Im Jahr 2004 wurde von der Energie AG Oberösterreich der Neubau der Konzernzentrale in der Böhmerwaldstraße in Linz beschlossen. Das alte, aus den 1930er Jahren stammende Konzernhaus sollte durch einen effizienteren Bau ersetzt werden. Aus einem Architekturwettbewerb wurde das Modell des Zürcher Architekturbüros Weber Hofer Partner ausgewählt und umgesetzt.
Im Frühjahr des Jahres 2006 wurde mit den Bauarbeiten auf einer Fläche von rund 3.750 m² begonnen. Der Power Tower besteht aus einer Tiefgarage, einem zweigeschoßigen Flachbau und dem 19-geschoßigen Büroturm. Drei Jahre lang dauerten die Bauarbeiten, nun sind rund 600 Mitarbeiter aus 13 verschiedenen Gesellschaften in dem Gebäude untergebracht.
Der Power Tower ist ein auffälliges Gebäude im Linzer Bahnhofsviertel und bereichert Linz – vor allem im Kulturhauptstadtjahr 2009 – um einen architektonischen Akzent. Tagsüber leuchten die markanten gelben Streifen an der Glasfassade und nachts erstrahlt das Bürogebäude durch eine Lichtinstallation.
| August 2005    | Übersiedelung der Mitarbeiter in Ausweichquartiere |
| November 2005  | Entkernungsarbeiten                                |
| Jänner 2006    | Start der Abbrucharbeiten                          |
| März 2006      | Ausheben der Baugrube                              |
| Mai 2006       | Grundsteinlegung                                   |
| September 2008 | Eröffnung                                          |

## Energiekonzept
Die Energieversorgung des Power Towers besteht aus drei Komponenten: Fassade, Technik und Energieaufbringung.

### Fassade
Die Gebäudefassade wurde eigens für den Power Tower entwickelt. Sie ermöglicht maximale Durchsicht und Lichteinbringung mit einer minimalen solaren Wärmeeinstrahlung. Die Hülle besteht zu 60 % aus Glas und zu 40 % aus hochisolierenden und wärmedämmenden Materialien. Zwei Drittel der Fassade sind transparent, jedes einzelne Element ist mit einem vierfachen Isolierglas ausgestattet. Zwischen diesen Glasscheiben befindet sich eine Sonnenschutzjalousie mit speziellen Sonnenschutzlamellen. Diese reflektieren das Sonnenlicht, ermöglichen aber Durchsicht und somit kann genug Licht in die Räume strömen. Dabei wird auch die Wärme reflektiert. Durch diese Isolierung werden Heiz- und Kühlbedarf auf einem Minimum gehalten.

### Technik

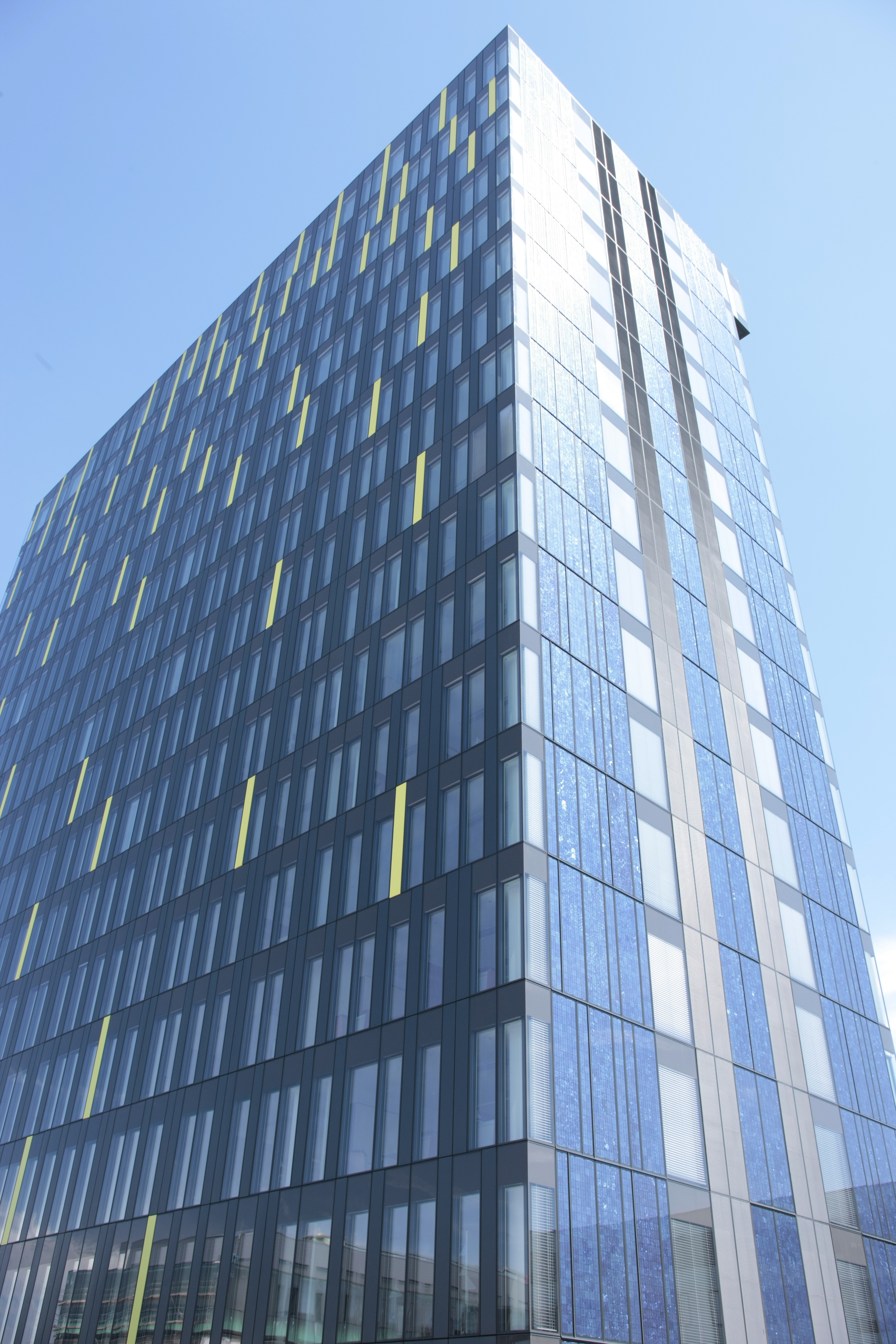
Fassadenansicht
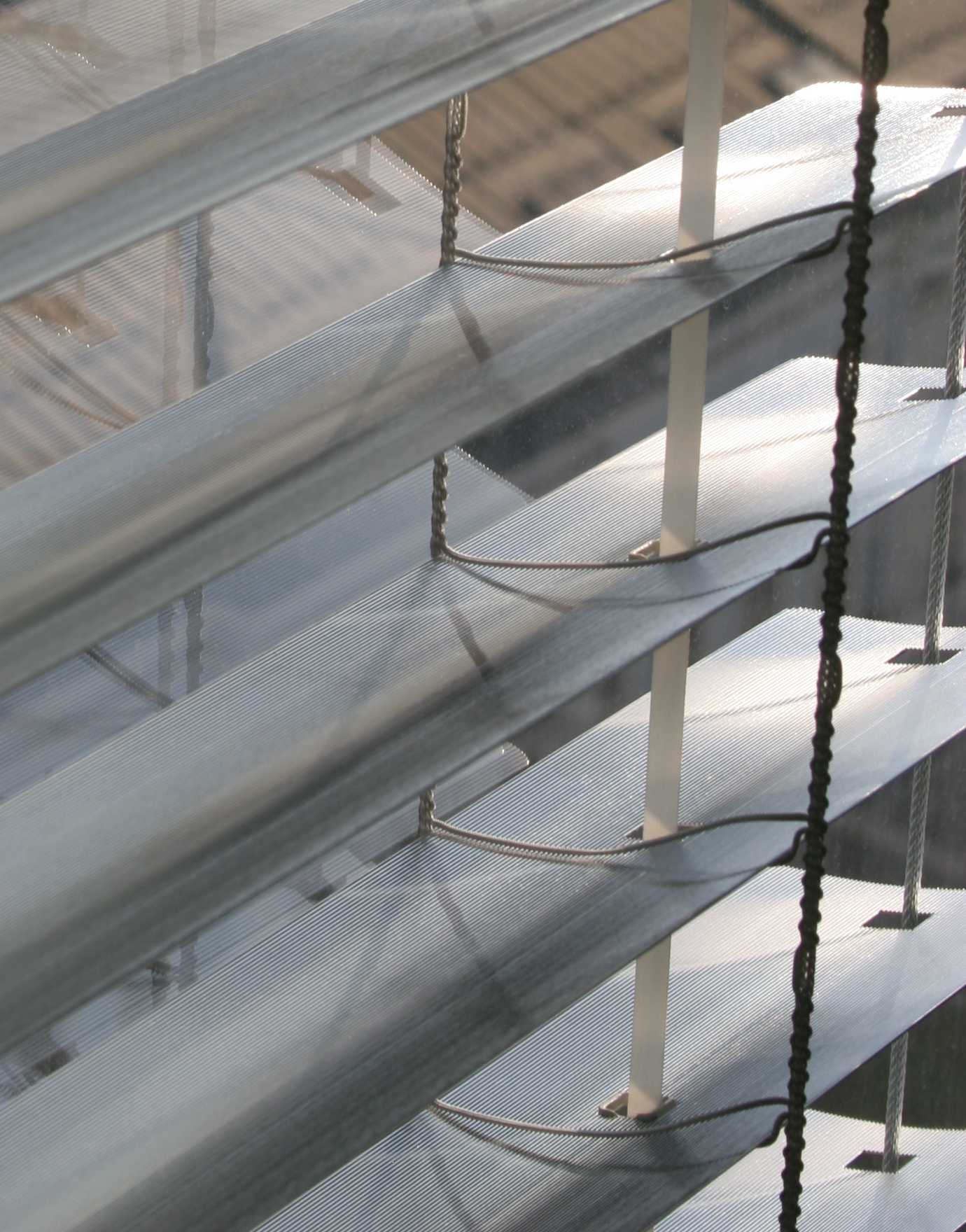
Lamellen an der Sonnenschutzjalousie

Der Power Tower hat keine Power-Klimaanlage und auch keine herkömmliche Heizung. Hinter perforierten Kühldecken liegen Kupferleitungen, in denen Wasser zirkuliert. Diese Kühldecken geben je nach Bedarf Wärme oder Kälte ab. Die Decke hat, je nach Sonneneinstrahlung, anwesenden Menschen und Geräten, eine kühlende oder wärmende Funktion. Die Räume werden kontrolliert mit Frischluft versorgt und entlüftet. Das Wasser in den Leitungen wird von einem der zwei vorhandenen Grundwasserförderbrunnen bezogen, der zweite Brunnen versorgt das Rechenzentrum mit Kühlwasser.

### Energieaufbringung
Die Aufbringung der Energie für das Bürohochhaus ist der komplexeste Teil des Konzeptes.
Die Energie zum Heizen, Kühlen, Lüften und Beleuchten wird aus Erde, Grundwasser und von der Sonne bezogen. 6.000 Laufmeter Erdtiefsonden und 900 Laufmeter Fundamentpfähle gewinnen Energie aus bis zu 150 Metern Tiefe.
Kunststoffleitungen, in denen als Trägermaterial Sole zirkuliert (ein Glykol-Wasser-Gemisch), befinden sich unter dem Power Tower. Die Sole wird Wärmepumpen im Keller des Gebäudes zugeführt. Sie nutzen den Unterschied zwischen Erd- und Außentemperatur, der zusätzlich durch die Kompression verstärkt wird. Die Wärmepumpen führen die Sole einem Wärmetauscher zu, dieser erwärmt oder kühlt Wasser.
Die Energiebilanz erreicht durch dieses Konzept eine positive Bilanz: 1 kWh Strom bringt etwa 4 kWh Wärme oder Kälte. Ist der Untergrund kalt genug, kann auf den Einsatz des Kompressors verzichtet werden und das System funktioniert lediglich durch das Umwälzen des Kühlmittels. Der Energiegewinn ist dann mehr als zehn Mal so groß, bis zu einem Verhältnis von 1:50.
Einen weiteren Anteil an der Deckung des Strombedarfs liefert eine 700 m² große Photovoltaikanlage an der Südwestseite des Power Towers. Sie ist eine der größten im Bundesland und produziert pro Jahr etwa 42.000 kWh Strom.

### Lichtinstallation
Nachts erstrahlt der Power Tower durch ca. 700 LED-Lichtbänder, die in der Fassade des Gebäudes installiert sind.
Das Künstlerpaar Lotte Schreiber und Norbert Pfaffenbichler, die den international ausgeschriebenen Wettbewerb zur Fassadengestaltung gewonnen haben, steuern jede einzelne LED-Stele über Computer und haben so mehr als 30 verschiedene Lichtkompositionen geschaffen.
Das Projekt Kunst am Bau verbraucht im Betrieb nur soviel Energie wie ein Haushaltsstaubsauger.

## Nachweise
- Energie AG, ohne nähere Angabe